# 윤성희 (1877년)
윤성희(尹成熙, 1877년 음력 11월 11일 ~ ?)는 대한제국과 일제강점기의 관료이다.

## 생애
1901년에 대한제국 외부에서 견습으로 근무를 시작하였으며, 1903년에는 정식 직원으로 임용되어 판임관 6등의 외부 주사에 올랐다. 주사직을 그만두고 1905년에 새로 개교한 보성전문학교에 입학하여 1907년에 경제과를 졸업하였다.
1907년에는 탁지부 서기랑에 임명되어 관계로 돌아갔다. 이때 품계는 9품이었다. 1910년에 한일 병합 조약이 체결되기 전까지 탁지부 사계국 감사과에서 근무하였고, 근대식 세무 제도 전문가로 활동하였다.
조선총독부 체제가 들어선 뒤 1911년에 총독부 군수로 발탁되었다. 경기도 안산군과 양평군 군수를 역임하였으며, 경기도 지방토지조사위원회의 임시위원도 겸하였다. 안산군수로 재직하면서 한국병합기념장을 받았고, 양평군수이던 1920년을 기준으로 정7위에 서위되어 있었다.
2008년 민족문제연구소가 발표한 친일인명사전 수록예정자 명단 중 관료 부문에 포함되었다.

## 참고자료
- 윤성희(尹成熙) - 국사편찬위원회